# Amogaster viridiglebus
Amogaster viridiglebus är en svampart som beskrevs av Castellano 1995. Amogaster viridiglebus ingår i släktet Amogaster, ordningen Agaricales, klassen Agaricomycetes, divisionen basidiesvampar och riket svampar. Inga underarter finns listade i Catalogue of Life.